# Leucanthemopsis pulverulenta
Leucanthemopsis pulverulenta là một loài thực vật có hoa trong họ Cúc. Loài này được (Lag.) Heywood mô tả khoa học đầu tiên năm 1975.